# 雷姆济·厄兹蒂尔克
雷姆济·厄兹蒂尔克（土耳其語：Remzi Öztürk，1964年5月2日—），土耳其男子摔跤运动员。他曾代表土耳其参加世界摔跤锦标赛，获得一枚银牌。他也曾参加1992年夏季奥林匹克运动会。